# Exposição Internacional de 1991
A Exposição Internacional de 1991 foi uma feira mundial realizada de 7 de junho a 7 de julho de 1991 na cidade de Plovdiv, Bulgária, com o tema " A atividade criativa dos jovens inventores a serviço da paz mundial". A exposição foi coordenada pelo Bureau Internacional de Exposições.

## Organizadores
- Ministério da Economia e Planejamento da Bulgária
- Câmera de Comércio e Indústria da Bulgária
- Conselho Republicano de criatividade científica e técnica da juventude da Bulgária
- Fundação Internacional "Ludmila Jivkova"
- Instituto de Invenções e Racionalizações